# 波斯王子系列
波斯王子是Jordan Mechner创作的电子游戏系列，系列作品以动作冒险游戏为主。系列前两部游戏由Brøderbund发行，The Learning Company收购Brøderbund后，发行了第三作《波斯王子3D》。此后系列作品由育碧发行。游戏还被改编为电影《波斯王子：时之刃》，由華特迪士尼影業发行，2010年上映。。

## 游戏系列
- 《波斯王子》Prince of Persia（1989年）
  - 橫向捲軸遊戲。
- 《波斯王子2：影与火》Prince of Persia 2: The Shadow and the Flame（1993年）
  - 橫向捲軸遊戲。
- 《波斯王子3D》Prince of Persia 3D（1999年）
  - 第三人稱動作遊戲。
- Prince of Persia: Harem Adventures（2002年）
  - 橫向捲軸遊戲。
- 《波斯王子：时之砂》（时之砂三部曲）Prince of Persia: The Sands of Time（2003年）
  - 第三人稱動作遊戲。
- 《波斯王子：武者之心》（时之砂三部曲）Prince of Persia: Warrior Within（2004年）
  - 第三人稱動作遊戲。
  - Prince of Persia: Revelations（2005年12月6日）
    - 移植版。（PSP）
- 《波斯王子：王者无双》（时之砂三部曲）Prince of Persia: The Two Thrones（2005年）
  - 第三人稱動作遊戲。
  - Prince of Persia: Rival Swords（2007年）
    - 移植版。（PSP/Wii）
- Battles of Prince of Persia（2005年）
  - 回合制戰術遊戲。(任天堂 DS)
- 《波斯王子：时之砂三部曲》Prince of Persia Trilogy（2006年）
  - 合輯版。
- Prince of Persia Classic（2007年）
  - 橫向捲軸遊戲。
- Prince of Persia: The Fallen King（2008年）
  - 橫向捲軸遊戲。(任天堂 DS)
- Prince of Persia 3: Kindred Blades（2008年）
  - 第三人稱動作遊戲。
- 《波斯王子 (2008年游戏)》Prince of Persia（2008年）
  - 第三人稱動作遊戲。
  - 育碧所重启发行的电子游戏。主角不同於三部曲中的王子，而是一個盜墓賊。
- 《波斯王子：遺忘之砂》Prince of Persia: The Forgotten Sands（2010年）
  - 第三人稱動作遊戲。
  - 育碧所发行的电子游戏。主角回到时之砂三部曲中的王子，並加入擁有控制萬物元素的新力量。
- 《波斯王子2：影与火 重製版》The Shadow and the Flame Remake（2013年）
  - 第三人稱動作遊戲。
- 《波斯王子：失落王冠》Prince of Persia: The Lost Crown（2024年1月18日）
  - 橫向捲軸遊戲。
  - 遊戲使用最新的電玩影音技術，回歸系列根源的橫向卷軸動作玩法。
- 《波斯王子：時之沙 重製版》Prince of Persia: The Sands of Time Remake（即将上线）

## 電影系列
- 《波斯王子：时之刃》Prince of Persia: The Sands of Time（2010年）